# Kamen Teacher
(Obiettivo di Kamen Teacher)
Kamen Teacher (仮面ティーチャー?, Kamen Tīchā) è una serie manga creata da Tōru Fujisawa in cui il professore Gota Araki, dovrà riportare l'ordine all'interno di un istituto scolastico molto problematico.
Ne è stato tratto un dorama stagionale in 12 puntate nell'estate 2013 trasmesso da Nippon Television, con Taisuke Fujigaya che interpreta il ruolo del protagonista, più uno special conclusivo nel febbraio dell'anno seguente con gli stessi attori.
Sempre all'inizio del 2014 è infine uscita anche una pellicola cinematografica diretta dal regista Kentarō Moriya.

## Trama
Nell'istituto Kyokuran vi è un dato allarmante, ovvero la percentuale di delinquenti nella scuola è dell'80%. La situazione è disperata, i ragazzi non rispettano i professori e spesso reagiscono con la violenza per un nonnulla. Ed è qui che entra in gioco Gota Araki, professore fresco fresco di carica che deve riportare l'ordine nella scuola e a cui viene subito assegnata una classe problematica come la seconda sezione C.
Inizialmente i ragazzi lo deridono, senza sapere a quali conseguenze andranno incontro. Infatti oltre ad Araki anche un altro professore viene ingaggiato dall'istituto, il suo nome è Hayato Jumonji, alias "Kamen Teacher".

## Manga
Il manga è stato pubblicato per la prima volta in Giappone a partire dal 2006, dalla Shūeisha, per proseguire fino al 2007 per un totale di 4 volumi. L'edizione italiana è stata pubblicata dalla J-Pop nel 2011 in 4 volumi come nell'edizione originale.

## Località
Tachibana, la città in cui è ambientato il manga, è una città situata nel distretto di Yame, Fukuoka, Giappone. Il 1º febbraio 2010 Tachibana, insieme con la città di Kurogi e le frazioni di Hoshino e Yabe, tutte dal distretto di Yame, sono state fuse nella città di Yame. A partire dal 2003, la città aveva una popolazione stimata di 12.020 e una densità di 138.73 persone per km². La superficie totale è 86,64 km².

## Cast dorama
- Taisuke Fujigaya - Araki Gota
- Aya Ōmasa - Ichimura Miki
- Takumi Saitō - Iikura Rui
- Fūma Kikuchi - Takehara Kinzo
- Jesse Lewis - Kusanagi Keigo
- Yūta Kishi - Shishimaru
- Taiga Kyōmoto - Bon
- Shuntarō Yanagi - Ryota
- Seika Taketomi - Kondo Kanako
- Gōki Maeda - Kotaro
- Ryōichi Tsukada - Kinpatsu Sensei
- Hiroshi Watari - Suzuki Sensei
- Kōtarō Shiga - Sugawara Kentaro
- Shintarō Yamada - Tooyama Shunsaku
- Ayano Fujisawa - Honda Ayumi
- Naomasa Musaka - Kobayashi Toobee
- Maika Yamamoto - Kobayashi Saeko
- Daisuke Kikuta - Tomoya Misaki
- Arisa Nakamura - Asami Noma
- Sakura Hayashi - Arai
- Mayo Komori - Atsushi Yoshimura
- Kyōko Yoshine - Nanami Komatsu
- Shō Takada - Imai Satoshi (ep 1)
- Ryū Nakatani - Kuon (ep.1)
- Ryōko Yūi - madre di Keigo Kusanagi (ep.7-8)
- Masaki Miura - Paul (ep.9)
- Keita Machida - Ichiro Inukami (ep.10-12)
- Shūhei Nogae - Jiro Inukami (ep.10-12)

### Special live action
- Taisuke Fujigaya - Araki Gota
- Natsuna Watanabe - Gato Maya
- Masataka Kubota - Amakawa Atsushi
- Jesse Lewis - Kusanagi Keigo
- Mai Shiraishi - Hayase Akari
- Kentarō Yasui - Igawa Kosuke
- Hokuto Matsumura - Yuzawa Reiji
- Juri Tanaka - Kagura Eita
- Hayato Kakizawa - Sonoda Shuji
- Kōtarō Tanaka - Makino
- Ryōichi Tsukada - Kinpatsu Sensei
- Naomasa Musaka - Kobayashi Juubee
- Gorō Ōishi - Nanbara Tetsuo
- Tomoko Fujita - Gato Machiko
- Tsuyoshi Abe - Urabe Satoshi
- Takumi Saitō - Iikura Rui
- Eiichirō Funakoshi - Gato Koichi